# For Crying Out Loud
For Crying Out Loud je šesté studiové album britské rockové skupiny Kasabian. Vyšlo 5. května 2017. Je to jejich poslední album, na kterém se podílel zpěvák Tom Meighan, který z kapely odešel v roce 2020.

## Pozadí alba
Píseň „Comeback Kid“ se objevila ve videohře FIFA 17. Skladba na albu původně být neměla. Zároveň předčasně unikla na Internet.
Album mělo původně vyjít 28. dubna, ale vydání bylo o týden posunuto.
Album bylo přijato převážně pozitivně.

## Seznam skladeb
| Pořadí         | Název                          | Délka |
| -------------- | ------------------------------ | ----- |
| 1.             | "Ill Ray (The King)"           | 3:39  |
| 2.             | "You're in Love with a Psycho" | 3:35  |
| 3.             | "Twentyfourseven"              | 3:01  |
| 4.             | "Good Fight"                   | 3:50  |
| 5.             | "Wasted"                       | 4:07  |
| 6.             | "Comeback Kid"                 | 4:19  |
| 7.             | "The Party Never Ends"         | 3:52  |
| 8.             | "Are You Looking for Action?"  | 8:22  |
| 9.             | "All Through the Night"        | 3:31  |
| 10.            | "Sixteen Blocks"               | 4:19  |
| 11.            | "Bless This Acid House"        | 3:44  |
| 12.            | "Put Your Life on It"          | 4:35  |
| Celková délka: | Celková délka:                 | 51:03 |

## Obsazení
Kasabian
- Tom Meighan – zpěv, doprovodné vokály
- Sergio Pizzorno – zpěv, kytary, basová kytara, syntezátory, klavír, programování, doprovodné vokály
- Chris Edwards – basová kytara, doprovodné vokály
- Ian Matthews – bicí, perkuse

Ostatní hudebníci
- Tim Carter – kytara, varhany, programování
- Ben Kealey – klavír, doprovodné vokály
- Gary Alesbrook – trubka
- Trevor Mires – pozoun
- Andrew Kinsman – saxofon
- Fay Lovsky – vokály, kanadská pila
- Dirty Pretty Strings – smyčce
- Ennio Pizzorno – syntezátory
- Lucio Pizzorno – syntezátory